# Alfred Massé
Pour l’article homonyme, voir Massé.
Alfred Massé est un homme politique français de la IIIe République né le 2 juin 1870 à Pougues-les-Eaux (Nièvre) et décédé le 28 décembre 1951 dans la même commune.

## Mandats
- Député radical-socialiste de la Nièvre de 1898 à 1914 et vice-président de la Chambre des députés de novembre 1911 à mai 1913.
- Sénateur de la Nièvre de 1920 à 1924, membre de la commission des douanes, de l'enseignement et de l'agriculture.
- Ministre du Commerce et de l'Industrie du 2 mars au 27 juin 1911 dans le gouvernement Ernest Monis.
- Ministre du Commerce, de l'Industrie, des Postes et Télégraphes du 22 mars au 9 décembre 1913 dans le gouvernement Louis Barthou.
- Maire de Pougues-les-Eaux de 1919 à 1925.

## Fonctions partisanes
Le 19 décembre 1905, il devient l'un des secrétaires du comité exécutif du Parti républicain, radical et radical-socialiste (PRRRS).

## Œuvres
- Histoire du Nivernais, Paris, Boivin et Cie, 1938, 308 p.